# Toni Fidalgo
Antonio Fidalgo Fernández (Avilés, Asturias, 16 de septiembre de 1952), conocido como Toni Fidalgo, es Licenciado en Ciencias de la Información por la Universidad Complutense de Madrid. Fue adjunto a la presidencia de la Liga Nacional de Fútbol Profesional (LFP) y presidente del Real Oviedo.

## Carrera
Toni Fidalgo se inició en el mundo del deporte como futbolista. Perteneció al Club Deportivo Ensidesa de Avilés, en cuya Escuela se formó, y a otros clubes asturianos. Jugó el  Campeonato de España con el juvenil siderúrgico donde coincidió con Castro, Quini, Juan Valdés, Megido, etc. Trabajó en Radio Popular y La Voz de Avilés. Posteriormente, en Madrid, se licenció en Ciencias de la Información por la Universidad Complutense y trabajó en el Diario AS. Fue Director de la revista Fútbol Profesional. En l987 pasó a la Liga Nacional de Fútbol Profesional, donde fue portavoz, secretario general y, finalmente, adjunto a la Presidencia. En enero de 2007 fue elegido presidente del Real Oviedo, pero dimitió un mes después. A lo largo de su trayectoria fue también vicepresidente de la Asociación Española de la Prensa Deportiva (AEPD) y consejero de Loterías y Apuestas del Estado (LAE). Ha viajado por los cinco continentes siguiendo a los equipos españoles y a la selección nacional, presenciando en directo todos los Mundiales y Europeos desde Argentina 78. En 2004 la Real Federación Española de Fútbol le concedió la Insignia de Oro del Fútbol Español. Ha escrito seis libros —tres como coautor— y ha sido distinguido con numerosos premios a su trayectoria profesional en el mundo del fútbol, que vivió privilegiadamente desde las tres vertientes posibles: el vestuario (futbolista), la redacción (periodista) y el despacho (directivo). En la actualidad es presidente de la Asociación de Veteranos del Real Avilés Industrial (fusión Real Avilés-Ensidesa C.F.) y participa en tertulias de radio y televisión. También colabora habitualmente como articulista en varios periódicos y revistas, especialmente en el diario La Nueva España de Oviedo.
El 12 de julio de 2012 volvió a ser designado presidente del Real Oviedo en la Junta General Extraordinaria de Accionistas del club, desarrollada en el Auditorio Príncipe Felipe de Oviedo, y nuevamente dimitió del cargo, esta vez al año justo de asumir el cargo.
| Predecesor: Juan Mesa Gil          | Presidente del Real Oviedo 2007      | Sucesor: Miguel Cano Mier |
| Predecesor: Alberto González López | Presidente del Real Oviedo 2012-2013 | Sucesor: Sabino López     |